# 余吾県
余吾県（よご-けん）は、中華人民共和国山西省にかつて存在した県。現在の長治市屯留区北部に相当する。
前漢により設置され、後漢により廃止された。